# 소 옥타비아

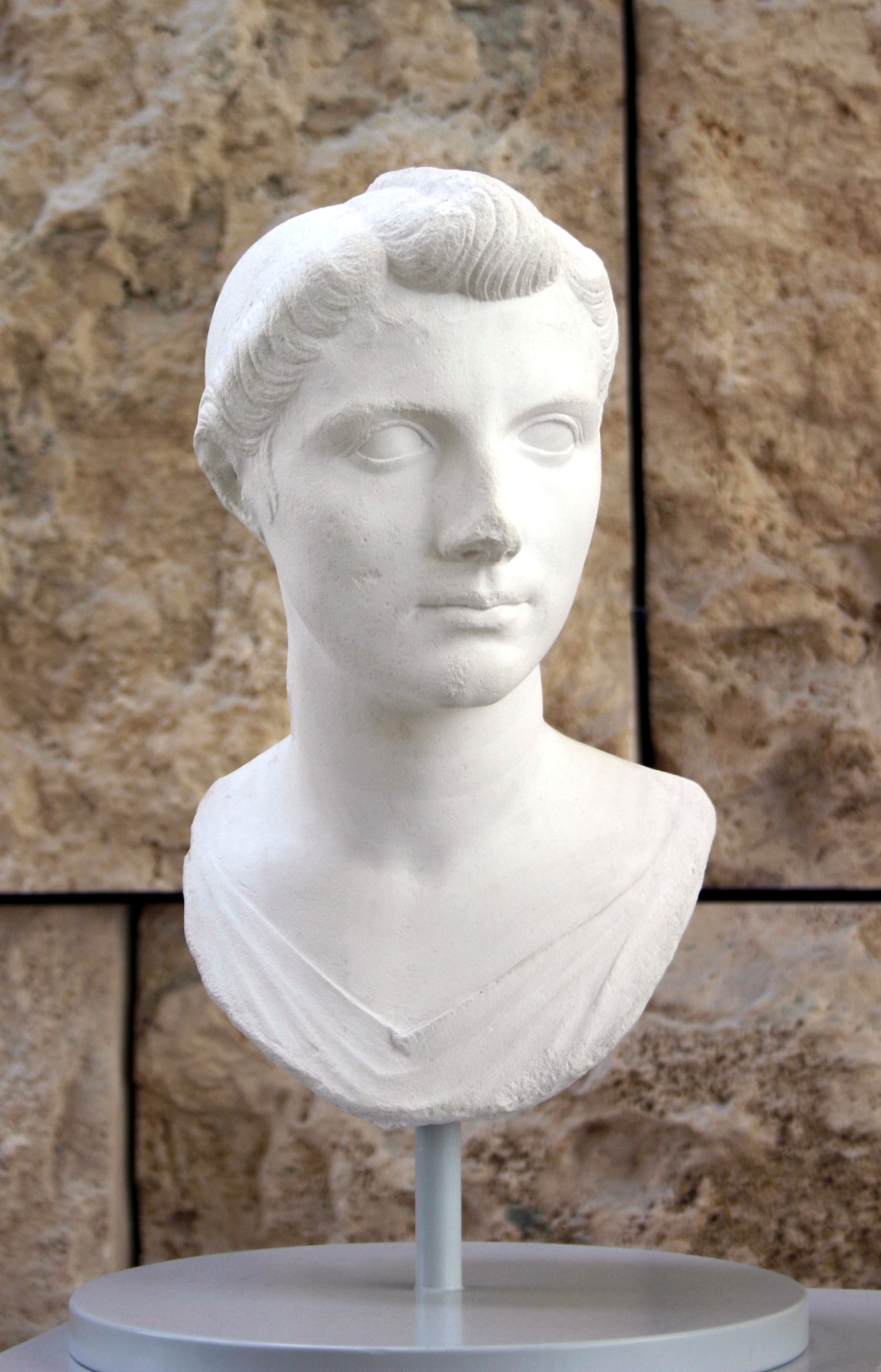

옥타비아 또는 소(小) 옥타비아 또는 옥타비아 더 영거(Octavia the Younger, 라틴어: Octavia Minor, 69 / 66–11 BC)는 첫 번째 로마 황제 아우구스투스(옥타비안(Octavian)이라고도 함)의 누나, 옥타비아 더 엘더(Octavia the Elder, 대(大) 옥타비아)의 이복 누나, 마르쿠스 안토니우스(Mark Antony)의 네 번째 아내였다.  그녀는 또한 칼리굴라 황제 및 율리아 아그리피나(Julia Agrippina) 황후의 증조모, 클라우디우스 황제(Emperor Caligula)의 외할머니, 그리고 네로 황제의 부계 증조모이자 모성 증조모였다.
로마 역사상 가장 저명한 여성중 한 명인 옥타비아(Octavia)는 그녀의 충성심, 고귀함, 인간성, 그리고 전통적인 로마 여성의 미덕을 유지한 것으로 동시대 인들로부터 존경과 흠모를 받았다.

## 같이 보기
- 안토니아 마이너(Antonia Minor,소 안토니아)